# 13315 Hilana
13315 Hilana è un asteroide della fascia principale. Scoperto nel 1998, presenta un'orbita caratterizzata da un semiasse maggiore pari a 2,4310507 UA e da un'eccentricità di 0,0911622, inclinata di 6,85160° rispetto all'eclittica.